# Liste der Mitglieder der Lechleiter-Gruppe
Diese Liste ist eine Aufstellung der Mitglieder der Widerstandsgruppe Lechleiter, die im Kampf gegen den Nationalsozialismus aktiv war. Sie hatte ungefähr 32 Mitglieder und hatte ihren Schwerpunkt in der Region Mannheim. Die Leitung dieser Widerstandsgruppe hatte Georg Lechleiter. Diese Liste erhebt keinen Anspruch auf Vollständigkeit. Die Gedenkorte dieser Widerstandsgruppe finden Sie hier.
| Name                             | Ref.        | Geburtsjahr/-ort                    | Sterbejahr/-ort Todesursache                                        | Beruf                         | Anmerkungen | Foto |
| -------------------------------- | ----------- | ----------------------------------- | ------------------------------------------------------------------- | ----------------------------- | --- | ---- |
| Philipp Brunnemer                | [ 1 ]       | 1867 in Weingarten (Pfalz)          | 1942 in Stuttgart hingerichtet                                      | Schriftsetzer, Werkmeister    | SPD-Mitglied seit 1890, Reichsbanner SRG |      |
| Luise Brunnemer (geborene Wüst)  |             |                                     | 1945 (Januar) im Krankenhaus Neckarbischofsheim Todesursache unklar |                               | |      |
| Otto Edenhöfer                   | [ 2 ]       |                                     |                                                                     | Schlosser                     | 1942: 4 Jahre Zuchthaus, KPD |      |
| Jakob Faulhaber                  | [ 3 ] [ 4 ] | 1900 in Erlangen                    | 1942 in Stuttgart hingerichtet                                      | Schlosser, Gärtner            | Mitglied der Arbeiterjugend der SPD, ab 1930 KPD-Mitglied, 1933–1934 KZ Kislau, danach Inhaber einer Gärtnerei, Aufbau von KPD-Betriebsgruppen in Mannheimer Großbetrieben                 |      |
| Emil Frey (Erich Frey)           | [ 2 ] [ 5 ] | 1909                                |                                                                     | Dreher                        | 3 Jahre Zuchthaus |      |
| Albert Fritz                     | [ 3 ]       | 1899 in Hornberg                    | 1943 in Stuttgart hingerichtet                                      | Eisendreher                   | KPD |      |
| Georg Fritz                      | [ 2 ]       |                                     |                                                                     |                               | 1942: 8 Jahre Zuchthaus |      |
| Fritz Friedrich Grund            | [ 3 ] [ 6 ] | 1898                                | 1942 in Mannheim Freitod                                            |                               | KPD |      |
| Ernst Hahner                     | [ 2 ]       | 1899                                | 1973                                                                |                               | 1942: 8 Jahre Zuchthaus, KPD |      |
| Hans Heck                        | [ 1 ]       | 1906                                | 1942 in Mannheim Freitod                                            | Schlosser                     | KPD |      |
| Richard Jatzek                   | [ 3 ]       | 1906 in Sandhofen (Mannheim)        | 1943 in Stuttgart hingerichtet                                      |                               | KPD |      |
| Johann Kupka                     | [ 3 ]       | 1899 in Ilvesheim                   | 1942 in Stuttgart hingerichtet                                      | Zimmermann                    | Kommunistische Partei Deutschlands (KPD) |      |
| Anton Kurz                       | [ 1 ]       | 1906 in Neckarau                    | 1942 in Stuttgart hingerichtet                                      | Eisendreher                   | KPD-Mitglied |      |
| Anette Langendorf                | [ 7 ]       | 1894 in Leipzig                     | 1969 in Mannheim                                                    | Stadtverordnete, Politikerin  | 2 Verhaftungen und längerer Aufenthalt im KZ Ravensbrück, (2. Weltkrieg überlebt) |      |
| Rudolf Langendorf                | [ 3 ]       | 1894 in Hausen im Wiesental (Baden) | 1942 in Stuttgart hingerichtet                                      | Buchhalter, kfm. Angestellter | KAPD, KPD |      |
| Georg Lechleiter                 | [ 3 ]       | 1885 in Appenweier                  | 1942 in Stuttgart hingerichtet                                      | Schriftsetzer                 | Mitglied der KPD, bis 1932 Fraktionsführer der KPD im Badischen Landtag, 1933–1935 KZ Ankenbuck und KZ Kislau, 1935–1937 Arbeitsdienst am Westwall, um 1939 Gründung der Lechleiter-Gruppe |      |
| August (Albert) Leinz            | [ 2 ]       | 1904                                | 1968                                                                | Dreher                        | 1942: 6 Jahre Zuchthaus, KPD |      |
| Rudolf Maus                      | [ 1 ]       | 1902 in Chemnitz oder Graz          | 1942 in Stuttgart hingerichtet                                      | Schlosser                     | SPD |      |
| Rudolf Mittel                    | [ 2 ]       | 1894                                | 1962                                                                | Packer                        | 5 Jahre Zuchthaus, KPD |      |
| Ludwig Moldrzyk                  | [ 1 ]       | 1899 in Mannheim                    | 1942 in Stuttgart hingerichtet                                      | Metallarbeiter, Fräser        | KPD-Mitglied, KPD-Betriebsgruppe der Lanz AG, verhaftet 1933 und 1942, KZ Ankenbuck |      |
| Hermann Müller                   | [ 2 ]       | 1898 in Limburg an der Lahn         | 1976                                                                | Arbeiter                      | 8 Jahre Zuchthaus |      |
| Ludwig Neischwander              | [ 1 ]       | 1904 in Frankenthal, Pfalz          | 1943 in Stuttgart hingerichtet                                      | Schlosser                     | RGO, KPD |      |
| Willi Probst                     |             | 1906                                | 1942 in Mannheim Foltertod                                          |                               | KPD |      |
| Joseph Quick (Checken!)          |             | 1898                                | 1959                                                                | Dreher                        | 1936: 2 Jahre und 3 Monate Zuchthaus, KPD |      |
| Otto Quick                       | [ 2 ]       | 1892                                | 1962                                                                | Dreher                        | 1942: 6 Jahre Zuchthaus, KPD |      |
| Bruno Rüffer                     | [ 1 ]       | 1901 in Straupitz (Schlesien)       | 1943 in Stuttgart hingerichtet                                      | Dreher                        | KPD |      |
| Robert Schmoll                   | [ 8 ] [ 1 ] | 1896 in Mannheim                    | 1942 in Stuttgart hingerichtet                                      | Schlosser                     | Arbeitersport-Bewegung |      |
| Alfred Seitz                     | [ 9 ]       | 1903 in Mannheim                    | 1942 in Stuttgart hingerichtet                                      | Krankenpfleger                | Krankenpfleger in der Thoraxklinik Heidelberg-Rohrbach |      |
| Käthe Seitz (geborene Brunnemer) | [ 9 ]       | 1894 in Ludwigshafen                | 1942 in Stuttgart hingerichtet                                      | Stadtverordnete, Hausfrau     | SPD-Mitglied seit 1918, in den 1920er Jahren Stadtverordnete in Kleve |      |
| Daniel Seizinger                 | [ 1 ]       | 1887 in Mannheim                    | 1942 in Stuttgart hingerichtet                                      | Rundfunkmonteur, Elektriker   | SPD, KPD, arbeitete im Radiogeschäft Burchhardt in Mannheim-Luzenberg, Umbau von Volksempfängern zum Abhören von Auslandsendern                                                            |      |
| Eugen Sigrist                    | [ 1 ]       | 1903 in Gemmrigheim                 | 1942 in Stuttgart hingerichtet                                      | Dreher                        | KPD |      |
| Henriette Wagner                 | [ 10 ]      | 1883 in Mannheim                    | 1943 in Stuttgart hingerichtet                                      |                               | KPD |      |
| Max Winterhalter                 | [ 1 ]       | 1902 in Mannheim                    | 1942 in Stuttgart hingerichtet                                      | Fabrikarbeiter                | KPD-Mitglied |      |

Folgende Personen gehörten wahrscheinlich auch noch zum Umfeld der Widerstandsgruppe. Inwieweit sie involviert waren bzw. etwas wussten, lässt sich nicht genau sagen.
| Name                                                                    | Ref.   | Geburtsjahr/-ort | Sterbejahr/-ort Todesursache | Beruf       | Anmerkungen |
| ----------------------------------------------------------------------- | ------ | ---------------- | ---------------------------- | ----------- | --- |
| Hilde Janssen (spätere Hilde Faster) Tochter von Käthe Seitz aus 1. Ehe |        |                  |                              |             | 1942: 2 Jahre; KPD, entging knapp einer Verhaftung bezüglich der Lechleiter-Gruppe. Sie wurde aber später wegen Abhören von Feindsendern verurteilt und musste ins Zuchthaus Hagenau (Elsaß-Lothringen) |
| Emma Faulhaber                                                          |        |                  |                              |             | |
| Maria Günther                                                           |        | 1900 in Mannheim |                              | Verkäuferin | 1942: 6 Monate, KPD. Ließ Daniel Seizinger eine Zeit lang in ihrem Haus wohnen |
| Karl Henrich                                                            |        | 1871             |                              | Bauarbeiter | 1935/1944: 1 Jahr, 6 Monate |
| Anna Lechleiter (geborene Häberli, verw. Lüthi / 1. Ehe)                | [ 11 ] | 1882             | 1964                         |             | |
| Hans Probst                                                             |        |                  |                              |             | |